# Сокіл Ганна Петрівна
Ганна Петрівна Сокіл (дошлюбне прізвище Дронишинець; нар. 24 серпня 1956, с. Верхня Рожанка, Сколівський район (нині Стрийський район), Львівська область) — український науковець, фольклорист, професор кафедри української фольклористики імені академіка Філарета Колесси філологічного факультету Львівського національного університету імені Івана Франка.

## Життєпис
Народилася 24 серпня 1956 року у с. Верхня Рожанка, Сколівського району (нині Стрийського району), Львівської області.
1977 року закінчила Дрогобицький педагогічний інститут імені Івана Франка. По закінченню вишу протягом 1977-1992 років працювала вчителем загальноосвітніх шкіл у селах Ялинкувате та Підбірці на Львівщині. Від 1992 року асистент, від 1998 року — доцент, а від 2015 року — професор кафедри української фольклористики імені академіка Філарета Колесси філологічного факультету Львівського національного університету імені Івана Франка. У 1992—1995 роках завідувачкою відділу фольклористики відділу фольклористики Інституту народознавства НАН України. 
1996 року захистила кандидатську дисертацію на тему: «Фольклористична діяльність Осипа Роздольського», 2012 року — докторську роботу на тему: «Українська фольклористика в Галичині кінця XIX — першої третини XX століття: історія, напрями, контекст».
Учасник міжнародних та загальноукраїнських конференцій, міжнародних конгресів україністів. Членкиня Наукового товариства імені Шевченка, член редакційної колегії журналу «Народознавчі зошити» (серія філологічна).

## Проблематика дослідження
Сфера наукових зацікавлень — історія української фольклористики, теорія фольклору.

## Основні праці

### Монографії
- Осип Роздольський: Життя і діяльність. — Львів: ЛНУ імені І. Франка, 2000. — 164 с.
- Українська фольклористика в Галичині кінця XIX — першої третини XX століття:: історико-теоретичний дискурс. — Львів, 2011. — 588 с.

### Збірки, навчально-методичні видання
- Хрестинні пісні / зібр. та упоряд. Ганна Сокіл. — Львів, 2007. — 208 с.
- Фольклорні матеріали з отчого краю / зібр. В. Сокіл, Г. Сокіл. — Львів, 1998. — 616 с.

### Статті, рецензії
- Із неопублікованого листування Осипа Роздольського // Народознавчі зошити. — Львів, 1995. — № 4. — С. 235—240; № 5. — С. 308—312.
- Іван Франко та Осип Роздольський // Українське літературознавство. — Львів: Світ, 1996. — Вип. 6. — С. 144-150.
- Повстанський мартиролог Сколівщини: Верхня Рожанка (у співавт. з Г. Дем'яном) // Сколівщина. — Львів: Ін-т народознавства НАН України, 1996. — С. 328—339.
- Талант, освіченість і подвижницька праця дослідника народнопоетичних скарбів України (у співавт. з В. Соколом) // Народна творчість та етнографія. — Київ, 1999. — № 4. — С.109–113.
- Із когорти українських фольклористів // Вісник Львівського університету. — Вип. 27: Українська фольклористика. — Львів, 1999. — С. 155-164.
- Фольклорна проза в записах Осипа Роздольського // «З його духа печаттю…». Збірник наукових праць на пошану Івана Денисюка. — Т. 2. — Львів, 2001. — С. 131—137.
- Християнський аспект родильно-обрядової поезії українців // Народознавчі зошити. — 2003. — № 1– 2. — С. 40-43.
- Повстанські пісні — героїчний літопис українського народу // Воля і Батьківщина. — 2004. — № 2-3. — С. 146—152.
- Філарет Колесса про перспективність дослідження пісенних новотворів // Родина Колессів у духовному житті України кінця XIX-XX ст. Збірник наукових праць та матеріалів. — Львів, 2005. — С. 94-100.
- Іван Франко про фольклористичні зацікавлення Оскара Кольберга //Українське літературознавство. Збірник наукових праць. — Львів: Львівський національний ун-т імені Івана Франка, 2006. — Вип. 68. — С. 177—183.
- Динаміка збирацько-дослідницької роботи в Галичині кінця XIX — поч. XX ст. // Вісник ЛНУ. — 2006. — Вип. 37. — С. 99-111.
- Питання текстології в науковій діяльності галицьких дослідників (кінець XIX — початок XX ст.) // Актуальні проблеми української літератури і фольклору. Збірник наукових праць на пошану професора Степана Мишанича з нагоди 70-річчя. — Донецьк, 2006. — С. 177—186.
- Пісенні новотвори: Питання традиції та інновації (Сучасний погляд на дослідження галицьких фольклористів кінця XIX — початку XX ст.) // Нове життя старих традицій. Традиційна українська культура в сучасному мистецтві й побуті. Матер. міжнародн. наук. конференції в рамках V Міжнародного фестивалю українського фольклору «Берегиня». — Луцьк: Твердиня, 2007. — С. 213—220.
- Деякі аспекти методики записування фольклору (кінець XIX — початок XX ст.) // Вісник Львівського університету. Серія філологічна. — Львів: ЛНУ ім. Івана Франка, 2007. — Вип. 41: До 190-ліття від дня народження М. Костомарова і 110-ліття від дня смерті П. Куліша. — С. 141–149.
- Теоретичні студії Івана Франка в контексті української фольклористики кінця XIX — початку XX століття // Народознавчі зошити. — 2006. — № 5-6. — С. 732-736.
- Регіональне вивчення усної словесності у фольклористиці кінця XIX — початку XX століття // Українська культура: з нових досліджень. Збірнник наукових статей на пошану Степана Петровича Павлюка з нагоди його 60-ліття. — Львів, 2007. — С. 381—396.
- Хрестинні пісні в системі обрядової поезії українців // Хрестинні пісні. — Львів, 2007. — С. 3-25.
- Вектори дослідження української фольклористики в Галичині (кінець XIX — початок XX ст.) / Ганна Сокіл // Література. Фольклор. Проблеми поетики. — К.: ВПЦ «Київський університет», 2008. — Вип. 30. — С. 258—264.
- Фольклорна традиція, варіантність у теоретичному осмисленні Івана Франка // Іван Франко: дух, наука, думка, воля. Матеріали міжнародного наукового конгресу, присвяченого 150-річчю від дня народження І. Франка (Львів, 27 вересня–1 жовтня 2006 р.). — Львів, 2008. — С. 922-929.
- Фольклористична діяльність Івана Франка: організація збирацько-дослідницької роботи // Українське літературознавство. — Львів, 2008. — № 70. — С. 255—262.
- Інтерпретація фольклорних новотворів у науковому доробку галицьких дослідників кін. XIX — поч. XX ст. // Народознавчі зошити. — 2008. — № 3-4. — С. 210-214.
- Із доробку Михайла Зубрицького-фольклориста // Народознавчі зошити. — 2008. — № 3-4. — С. 390-398.
- Осип Роздольський: Матеріали до бібліографії друкованих праць і критичної літератури / уклала Г. Сокіл // Етномузика. — Львів, 2008. — С. 165–182.
- Науково-категоріальний апарат фольклорних видань НТШ // Література. Фольклор. Проблеми поетики. — К., 2009. — Вип. 31. — С. 475-481.
- Співпраця наддніпрянських фольклористів у Науковому товаристві імені Шевченка // Література. Фольклор. Проблеми поетики. — К., 2009. — Вип. 32. — С. 303-398.
- Григорій Дем'ян. Бібліографічний покажчик / Упоряд. Г. Сокіл, В. Сокіл. — Львів, 2009. — 208 с.
- Життя і праця на утвердження української нації: До 80-річчя від дня народження і 50-ліття наукової діяльності Г. Дем'яна  / Упоряд. Г. Сокіл, В. Сокіл // Народознавчі зошити. — 2009. — № 1-2. — С. 4-13.
- Рецензія на видання: Людмила Іванникова. Фольклористика Півдня України: сторінки історії. Запоріжжя, 2008. — 292 с. // Народознавчі зошити. — 2009. — № 1-2. — С. 292.
- Фольклористика в Етнографічних комісіях НТШ і ВУАН // Народознавчі зошити. — 2008. — № 5-6. — С. 465-470.
- Едиційно-текстологічні концепції фольклористичної діяльності Етнографічної комісії НТШ у Львові // Народознавчі зошити. — 2009. — № 5-6. — С. 714-728.
- Буковина у фольклористичних дослідженнях кінця XIX — початку XX століття // Науковий вісник Чернівецького університету. Слов'янська філологія. — Чернівці: Рута, 2008. — С. 110–114.
- Розвиток української фольклористики в Галичині кінця XIX — початку XX століть // Записки НТШ: Праці секції етнографії і фольклористики. — Львів, 2010. — Т. 259 (CCLIX). — С. 406-422.
- Богдан Заклинський. Спроба фольклористичного портрета // Semper tiro. Наук. збірн. на пошану доктора філологічних наук, професора, академіка АН ВШ, заслуженого діяча науки і техніки Володимира Качкана. — Івано-Франківськ, 2010. — С. 226-238.
- Система жанрів в українській фольклористиці кінця XIX — початку XX століття / Ганна Сокіл // Вісник Львівського університету. — Львів, 2010. — Вип. 43. — С. 132-139. — (Серія філологічна).
- Теоретичні засади української фольклористики в Галичині наприкінці XIX — в першій третині XX століття (деякі аспекти) // Література. Фольклор. Проблеми поетики. — К.: Київський нац. ун-т ім. Т. Шевченка, 2010. — Вип. 34. — С. 387-393.
- Фольклористика Івана Франка крізь призму епістолярію // Українське літературознавство. — Львів, 2011. — Вип. 74. — С. 239-248.
- Фольклор у науковій діяльності Ярослава Пастернака // Матеріали до української етнології. — Київ, 2013. — Вип. 12 (15). — С. 147-152.
- Текстологічні засади записування і публікації фольклору (кінець XIX — перша третина XX століття) // Література. Фольклор. Проблеми поетики. — Київ: Київськ. нац. ун-т ім. Т. Шевченка, 2013. — Вип. 38. — С. 264-273.
- Роль Наукового товариства ім. Шевченка в історії української фольклористики (до 140-річчя створення Товариства) // Народознавчі зошити. — 2013. — № 5. — С. 775-781.
- Фольклор Покуття у записах Василя Равлюка // Міфологія і фольклор. — 2013. — № 1 (13). — С. 72–79.
- «А вже осінь прийшла у мій сад…» (Із фольклористичного доробку Василя Сокола) / у співавтор. з Г. Коваль // Народознавчі зошити. — 2014. — № 4. — С. 642-668.
- Фольклористичні здобутки Василя Сокола / у співавтор. з Г. Коваль // Василь Сокіл. Біобібліографічний покажчик / упоряд. Н. Сокіл-Клепар. — Львів, 2014. — С. 8-48.
- Виміри національного в українській фольклористиці кінця XIX — першої третини XX століття // Spheres of Culture [Maria Curie-Sklodovska University in Lublin Faculty of Humanities Branch of Ukrainian Studies]. — Lublin, 2014. — Volume VII. — S. 123-132.
- Дослідник духовного скарбу нації (до 85-річчя від дня народження Григорія Дем'яна) // Міфологія і фольклор. — 2014. — № 3–4. — С. 79-86.
- Українсько-чеські контакти в Науковому товаристві імені Шевченка на порубіжжі XIX — першої третини XX ст.: фольклористичний аспект // Ukrajinistika: minulost, přítomnost, budoucnost III. — Brno, 2015. — S. 521—531.